# Manéma
Manéna est un village du  département de Douna dans la province de la Léraba , région des Cascades au Burkina Faso. Il est situé au bord de la rive droite du fleuve Léraba au Sud de Douna 

## Éducation et santé
La commune accueille un centre de santé et de promotion sociale (CSPS).